# Audata
Audata was een Illyrische prinses en na haar huwelijk met Philippus II de koningin Macedonië. 
Audata was de eerste of tweede vrouw van Philippus II van Macedonië. Zij trouwde met hem rond 358 v. Chr. Rond die tijd was Philippus in oorlog met Bardylis, mogelijk de vader van Audata en eveneens een Illyrisch leider. Een huwelijksalliantie met zijn dochter paste daarom perfect in zijn oorlogspolitiek. Samen hadden zij een dochter, genaamd Cynane. Audata wilde niet zomaar de Macedonische gewoonten overnemen maar gaf de Illyrische gewoonten en gebruiken door aan haar dochter en kleindochter, Adea oftewel Eurydice.